# Kebara

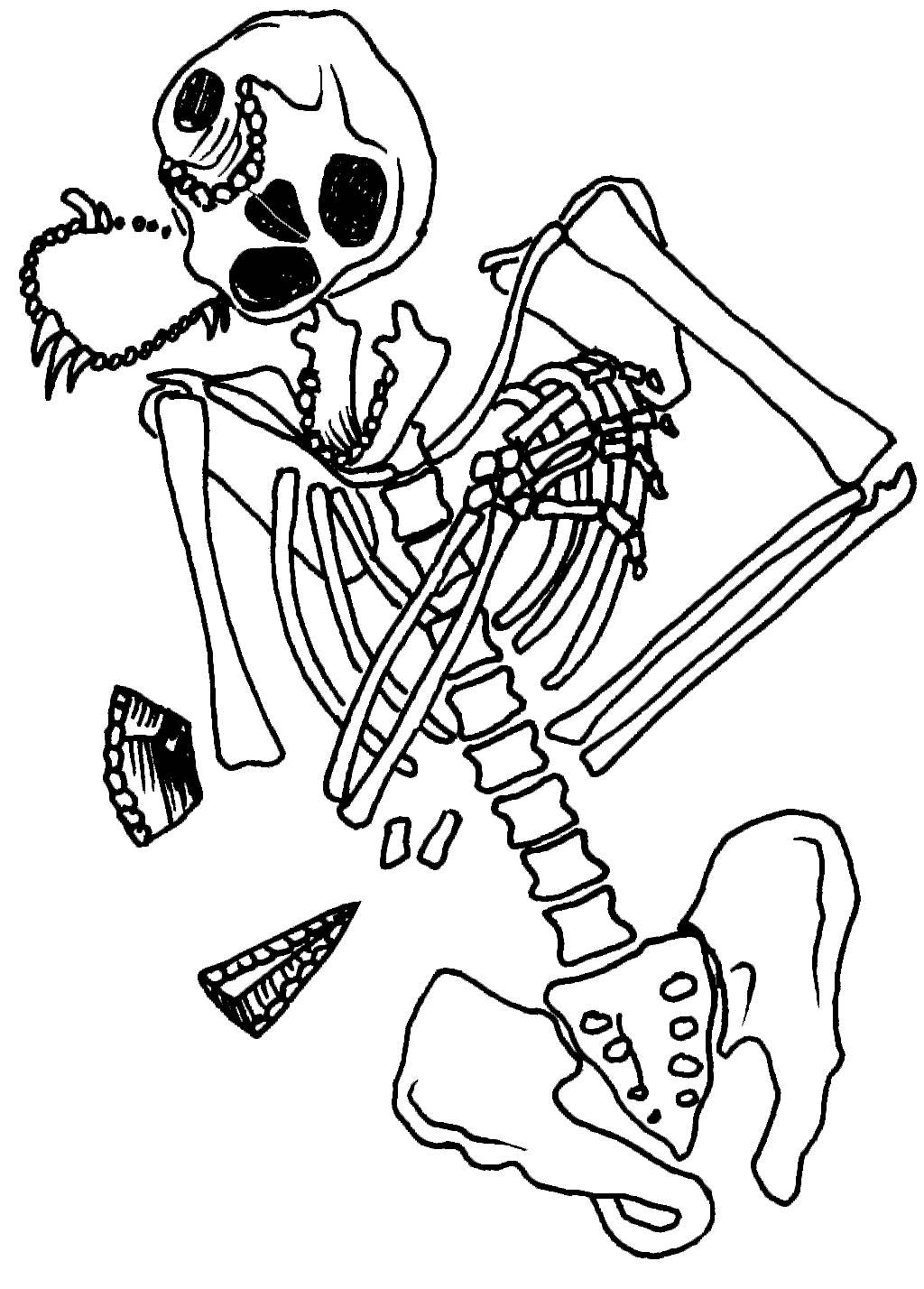
Neandertalskelett från Kebara.

Kebara är en grotta i Karmelberget i Israel, vilken blev känd efter ett fynd 1982 av skelett tillhörande en neandertalmänniska.
Grottan var bebodd omkring 60 000 till 48 000 år före nutid under äldre paleolitikum.  Rika fynd har också gjorts från yngre paleolitikum, vilket gett namn åt den kebaranska kulturen, ungefär 17 000–10 000 f.Kr.
Kebaragrottan undersöktes 1982-83 under ledning av den israeliska professorn Ofer Bar-Yosef. Det viktigaste fyndet i grottan var ett nästan komplett skelett av en Neandertalmänniska, daterat till ca 60 000 år före nutid. Skelettets ryggrad, revben och bäcken var bevarat, men däremot inte skallen och lårbenen. Tungbenet återfanns också, vilket blev det första fyndet av ett sådant ben från neanderthalmänniskan.